# Welp
Pour plus de détails, voir Fiche technique et Distribution.
Welp est un film d'horreur belge coécrit et réalisé par Jonas Govaerts et sorti en 2014.

## Synopsis
Des louveteaux entrent dans une forêt où sévit un tueur en série. 

## Fiche technique
- Titre original : Welp
- Titre international : Cub
- Réalisation : Jonas Govaerts
- Scénario : Jonas Govaerts et Roel Mondelaers
- Direction artistique : Geert Paredis
- Décors :
- Costumes :
- Montage : Maarten Janssens
- Musique : Steve Moore
- Photographie : Nicolas Karakatsanis
- Son : Antoine Vandendriessche
- Production : Peter De Maegd
- Sociétés de production : Potemkino
- Sociétés de distribution :  Kinepolis Film Distribution
- Pays d’origine :  Belgique
- Langue originale : Flamand[réf. nécessaire]/français
- Format : couleur - 2,35:1 - son Dolby numérique
- Genre : Film d'horreur, slasher
- Durée : 84 minutes
- Dates de sortie : 
  - Canada : 10 septembre 2014 (festival international du film de Toronto 2014)
  - Belgique : 29 octobre 2014
  - France : 11 février 2015
- interdit aux moins de 12 ans

## Distribution
- Evelien Bosmans : Jasmijn
- Stef Aerts : Peter
- Jan Hammenecker : Stroper
- Titus De Voogdt : Chris
- Maurice Luijten : Sam
- Jean-michel Balthazar : Agent Franju

## Distinctions

### Récompenses
- Festival international du film de Catalogne 2014 : Meilleur réalisateur
- Ramdam Festival - édition 2015 : prix du film le plus dérangeant de la catégorie Ramdam (belges) de l'année remis par les organisateurs du festival à la suite de l'annulation du festival pour cause de menaces terroristes.
- Ensors 2015 : 
  - Meilleure direction artistique pour Geert Paredis
  - Meilleur maquillage pour Saskia Verreycken

### Nominations et sélections
- Festival international du film de Toronto 2014 : sélection « Midnight Madness »